# Gyula Ostenburg
Gyula Ostenburg (Marosvásárhely, 2 december 1884 - Boedapest, 12 januari 1944) was een Hongaars officier.

## Biografie
Hij werd in 1884 in het Zevenburgse Marosvásárhely geboren als Julius Morawek. Toen zijn vader, een kolonel in het Oostenrijks-Hongaarse leger, in 1904 in de erfelijke adelstand werd verheven, als Edler von Morawek, mocht ook Julius deze naam dragen. In 1918 werd de familienaam Ostenburg Edler von Morawek und Gratten.
Ostenburg ging naar de infanterie-kadettenschool in Graz-Liebenau en werd in 1904 tot Leutnant (tweede luitenant) benoemd. In 1918 was hij al tot majoor bevorderd. Ten tijde van de Hongaarse Radenrepubliek in 1919 sloot hij zich aan bij de contrarevolutionaire tegenregering van Szeged. Miklós Horthy, voormalig admiraal van de Oostenrijks-Hongaarse vloot en minister van Oorlog in deze tegenregering, had een "Nationaal Leger" opgericht, waarvan voormalige Oostenrijks-Hongaarse officieren zoals Gyula Gömbös, Döme Sztójay, Antal Lehár en Ostenburg deel van gingen uitmaken. Bij de herovering van Hongarije op de communisten door het Nationaal Leger werd Ostenburgs detachement in West-Hongarije ingezet, en vooral in de stad Sopron, waar het de aanhechting van Burgenland bij Oostenrijk moest verhinderen. 
De regering-Bethlen zag uiteindelijk in dat zich rond het detachement van Ostenburg een kamp vormde van pro-Habsburgse legitimisten, die pleitten voor de terugkeer van Karel IV als koning van Hongarije. Horthy slaagde er echter in diens tweede couppoging de kop in te drukken. Ostenburg, een van de meest koningsgetrouwe bevelhebbers van Karels leger, werd vaak aanzien als de verantwoordelijke voor het mislukken van de koninklijke staatsgreep. Desalniettemin werd Ostenburg in 1921 door Karel beloond met het ridderkruis in de Orde van Maria Theresia. Na de mislukte couppoging werd Ostenburg gevangengenomen en uiteindelijk weer vrijgelaten. Nadien ging hij aan de slag als wijnhandelaar en stierf in 1944 in Boedapest.